# Bouan
Bouan – miejscowość i gmina we Francji, w regionie Oksytania, w departamencie Ariège.
Według danych na rok 2010 gminę zamieszkiwało 38 osób, a gęstość zaludnienia wynosiła 10 osób/km².